# California State Route 1
State Route 1 (SR 1)
State Route 1 (SR 1) (Xa lộ 1 tiểu bang California) là một đường cao tốc chính bắc - nam chạy dọc theo hầu hết bờ biển Thái Bình Dương của tiểu bang California của Hoa Kỳ. Với chiều dài tổng cộng hơn 659 dặm Anh (1.061 km), đây là xa lộ bang dài nhất ở California. SR 1 có một số phần được chỉ định là Xa lộ Bờ biển Thái Bình Dương (PCH), Đường cao tốc Cabrillo, Xa lộ Bờ biển hoặc Xa lộ Bờ biển. Điểm cuối phía nam của nó là tại Xa lộ Liên tiểu bang 5 (I-5) gần Dana Point ở Quận Cam và ga cuối phía bắc của nó là tại Quốc lộ 101 (US 101) gần Leggett ở Quận Mendocino. SR 1 cũng đôi khi chạy đồng thời với US 101, đáng chú ý nhất thông qua một khoảng cách 54 dặm (87 km) ở các quận Ventura và Santa Barbara, và qua Cầu Cổng Vàng.
Đường cao tốc được chỉ định là Xa lộ Toàn nước Mỹ. Ngoài việc cung cấp một tuyến đường tuyệt đẹp đến nhiều điểm tham quan dọc theo bờ biển, tuyến đường này còn là một tuyến đường chính ở Vùng Đại đô thị Los Angeles mở rộng, Khu vực Vịnh San Francisco và một số khu đô thị ven biển khác.
SR 1 được xây dựng theo từng giai đoạn, với phần mở đầu tiên trong khu vực Big Sur trong những năm 1930. Tuy nhiên, các phần của tuyến đường có một số tên và số trong nhiều năm khi có nhiều đoạn mở hơn. Cho đến khi quốc lộ 1964 chính thức được chỉ định là SR 1. Mặc dù SR 1 là một tuyến đường phổ biến cho vẻ đẹp danh lam thắng cảnh, sạt lở đất thường xuyên và xói lở dọc bờ biển đã khiến nhiều đoạn bị đóng cửa trong một thời gian dài để sửa chữa hoặc nắn lại tuyến vào sâu trong đất liền hơn.

## Mô tả tuyến đường
SR 1 là một phần của hệ thống đường cao tốc California, và thông qua khu vực đô thị Los Angeles, Monterey, Santa Cruz, khu vực đô thị San Francisco và Leggett là một phần của Hệ thống Xa lộ, một mạng lưới đường cao tốc được coi là thiết yếu đối với nền kinh tế, quốc phòng và tính di động của đất nước bởi Cơ quan Quản lý Đường cao tốc Liên bang. SR 1 đủ điều kiện để được bao gồm trong hệ thống đường cao tốc tiểu bang, tuy nhiên, chỉ một vài đoạn giữa Los Angeles và San Francisco đã chính thức được chỉ định làm đường cao tốc tuyệt đẹp, có nghĩa là chúng là những phần đáng kể thông qua một "cảnh quan đáng nhớ" không có "sự xâm nhập trực quan", nơi chỉ định tiềm năng đã đạt được sự ưa thích phổ biến với cộng đồng. Phần Big Sur từ San Luis Obispo đến Carmel là một danh lam thắng cảnh quốc gia chính thức.